# Blues Project
Blues Project je americká blues rocková hudební skupina, založená v Greenwich Village v New Yorku v roce 1965.

## Diskografie

### Alba
- Live at The Cafe Au Go Go (1966)
- Projections (1966)
- Live at Town Hall (1967)
- Planned Obsolescence (1968)
- Lazarus (1971)
- The Blues Project (1972)
- Reunion in Central Park (1973)
- Best of The Blues Project (1989)
- Chronicles (1996)[1]